# David Eckstein

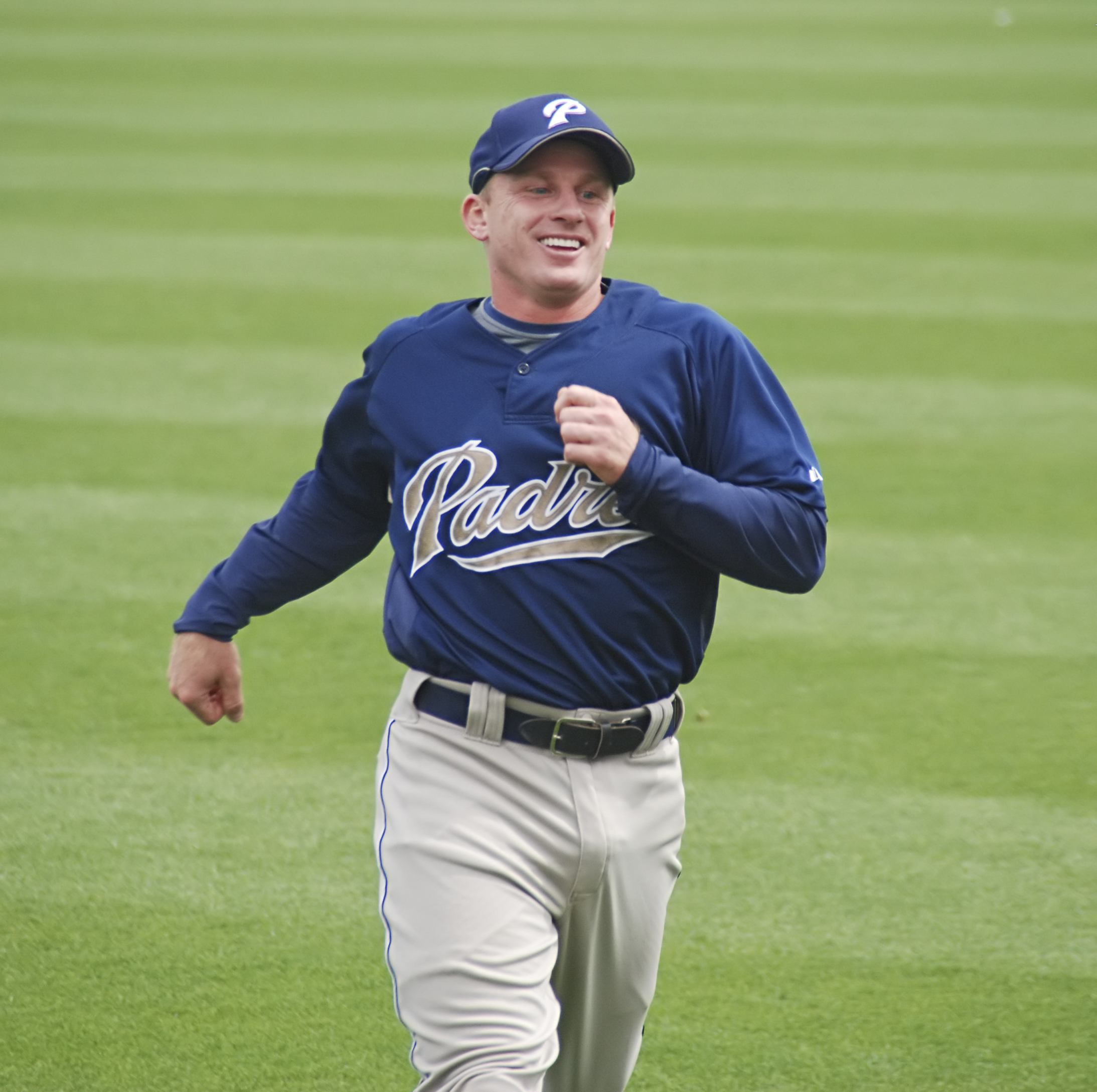
Baseball player David Eckstein

David Eckstein é um jogador profissional de beisebol estadunidense.

## Carreira
David Eckstein foi campeão da World Series 2006 jogando pelo St. Louis Cardinals. Na série de partidas decisiva, sua equipe venceu o Detroit Tigers por 4 jogos a 1.